# Halliburton
Halliburton Inc. er et amerikansk olieselskab samt bygge- og konstruktionsfirma, som bl.a. opererer i Irak.
Mellem 1995 og 2000 arbejdede USA's daværende vicepræsident Dick Cheney som administrerende direktør for Halliburton. Hans engagement i Halliburton har været genstand for omfattende diskussion, og det er blevet debatteret, om han i sit politiske virke har gavnet firmaet, blandt andet i Michael Moores film Fahrenheit 9/11. Cheney forlod direktørposten for at blive George W. Bushs vicepræsident.
| Firma | Spire Denne artikel om et firma eller en virksomhed i USA er en spire som bør udbygges. Du er velkommen til at hjælpe Wikipedia ved at udvide den. |